# Dino Mustafić
Dino Mustafić (Sarajevo, 6. lipnja 1969.), bosanskohercegovački filmski i kazališni redatelj, javni zagovarač REKOM-a u Bosni i Hercegovini.

## Životopis
Dino Mustafić je diplomirao režiju na Akademiji scenskih umjetnosti u Sarajevu i na Filozofskom fakultetu u Sarajevu, na odsjeku Opća književnost i bibliotekarstvo. Bio je direktor Internacionalnog teatarskog festivala MESS Sarajevo. S Danisom Tanovićem 2008. godine osnovao je Našu stranku.
Režirao je dokumentarne filmove, muzičke programe i kazališne predstave. Njegov debitantski igrani film "Remake" po scenariju Zlatka Topčića doživio je veliki uspjeh. Prikazan je na brojnim međunarodnim filmskim festivalima širom svijeta, gdje je osvajao nagrade.
Predstave Dine Mustafića izvođene su u kazališnim središtima postjugoslavenskih prostora, te na festivalima u Njemačkoj, Egiptu, Italiji i mnogim drugim zemljama. Režirao je predstave po tekstovima Sartra ("Zid", "Prljave ruke"), Ionesca ("Nosorog", "Kralj umire"), Mrožeka ("Pješice", "Policajci"), Molijera ("Tartif"), Koltesa ("Roberto Zucco"), Shakespearea ("Macbeth"), Wildera ("Spašeni za dlaku"), Schwaba ("Predsjednice"), Bojčeva ("Pukovnik ptica", "Hanibal podzemni"), Gardnera ("Nisam ja Rappaport"), Villqista ("Helverova noć"), Lohera ("Adam Geist"), Nick Wooda ("Trg ratnika"), Glowackog ("Četvrta sestra"), Martin Mcdonagh (Sakati Billy) i dr.
Potpisnik je Deklaracije o zajedničkom jeziku, u kojoj se tvrdi da se u Hrvatskoj, Bosni i Hercegovini, Srbiji i Crnoj Gori govore nacionalne standardne varijante zajedničkog policentričnog standardnog jezika, i o kojoj ge govorio u medijima.

## Nagrade
Film "Remake" je nagrađen za najbolji debitantski film, najbolje glumačko ostvarenje i Nagradom za mir i kulturalno razumijevanje na Wine Country filmskom festivalu u San Franciscu, Specijalnom nagradom "One Future Prize" na Filmskom festivalu u Münchenu, a dobitnik je i nagrade na Berlinaleu. Nominiran je za nagrade: Zlatni tulipan na Internacionalnom filmskom festivalu u Istanbulu, Grand Prix na Filmskom festivalu u Parizu, East of West nagrada na Međunarodnom filmskom festivalu u Karlovym Varyma i Zlatni tigar na Međunarodnom filmskom festivalu u Rotterdamu.
Predstave "Pukovnik Ptica", "Četvrta sestra" i "Helverova noć" nagrađene su nagradom "Ključ Tmača" koju dodjeljuje časopis za dramu, teatar i odgoj TmačaArt. "Helverova noć" je nagrađivana na festivalima širom svijeta, te je ušla u povijest bosanskohercegovačkog kazališta kao internacionalno najnagrađivanija predstava.
Na Međunarodnom kazališnom festivalu Novi Tvrđava teatar u Novom Sadu održanom od 10. do 16. srpnja 2016. dobio je Nagradu za najbolju režiju za predstavu Kamernog teatra 55 Naš razred.

## Vanjske poveznice
- Dino Mustafić  Arhivirana inačica izvorne stranice od 27. prosinca 2019. (Wayback Machine)